# Winter-Universiade 2015/Shorttrack
Bei der Winter-Universiade 2015 wurden acht Wettkämpfe im Shorttrack ausgetragen.

## Bilanz

### Medaillenspiegel
| Platz  | Land       | Gold | Silber | Bronze | Gesamt |
| ------ | ---------- | ---- | ------ | ------ | ------ |
| 1      | Südkorea   | 5    | 7      | 1      | 13     |
| 2      | China      | 3    | –      | 4      | 7      |
| 3      | Russland   | –    | 1      | –      | 1      |
| 4      | Frankreich | –    | –      | 1      | 1      |
| 4      | Kanada     | –    | –      | 1      | 1      |
| 4      | Litauen    | –    | –      | 1      | 1      |
| Gesamt | Gesamt     | 8    | 8      | 8      | 24     |

### Medaillengewinner

#### Männer
| Disziplin      | Gold                                       | Silber                                                                   | Bronze                                                               |
| -------------- | ------------------------------------------ | ------------------------------------------------------------------------ | -------------------------------------------------------------------- |
| 500 m          | Seo Yi-ra                                  | Han Seung-soo                                                            | Chen Guang                                                           |
| 1000 m         | Park Se-yeong                              | Seo Yi-ra                                                                | Chen Guang                                                           |
| 1500 m         | Park Se-yeong                              | Han Seung-soo                                                            | Chen Guang                                                           |
| 5000 m Staffel | ChinaChen Guang Ma Xingguang Sui Xin Xu Fu | RusslandDmitri Mjasnikow Kirill Schaschin Eduard Strelkow Timur Sacharow | FrankreichThomas Meline Yoann Martinez Jérémy Masson Tristan Navarro |

#### Frauen
| Disziplin      | Gold                                                    | Silber                                                               | Bronze                                                                                        |
| -------------- | ------------------------------------------------------- | -------------------------------------------------------------------- | --------------------------------------------------------------------------------------------- |
| 500 m          | Han Yutong                                              | Son Ha-kyung                                                         | Agnė Sereikaitė                                                                               |
| 1000 m         | Kim A-lang                                              | Lee Eun-byul                                                         | Son Ha-kyung                                                                                  |
| 1500 m         | Kim A-lang                                              | Lee Eun-byul                                                         | Han Yutong                                                                                    |
| 3000 m Staffel | ChinaHan Yutong Ji Xue Li Hongshuang Lin Meng Xu Moyuan | SüdkoreaKim A-lang Lee Eun-byul Noh Ah-reum Son Ha-kyung Ahn Se-jung | KanadaJoanie Gervais Namasthée Harris-Gauthier Keri Morrison Caroline Truchon Jamie MacDonald |